# Чон-Далы
Чон-Далы (кирг. Чоң-Далы) — село в Ысык-Атинском районе Чуйской области Кыргызстана. Входит в состав Логвиненковского айылного аймака.

## География
Село расположено на севере центральной части области, на берегах Восточного Большого Чуйского канала, на расстоянии приблизительно 8 километров (по прямой) к юго-юго-западу от города Кант, административного центра района. Абсолютная высота — 837 метров над уровнем моря.

## Население
Согласно оценочным данным Национального статистического комитета Кыргызской Республики, численность населения села на начало 2023 года составляла 1321 человек.
| год     | 2009 | 2014 | 2015 | 2020 | 2021 | 2023 |
| ------- | ---- | ---- | ---- | ---- | ---- | ---- |
| человек | 793  | 1223 | 1244 | 1314 | 1324 | 1321 |